# سير حتى تجي
«سير حتى تجي» هو سيتكوم مغربي من إخراج سعيد آزر. تم بثه على قناة الأولى لأول مرة سنة 2004 لشهر رمضان 1425 هـ، الموافق ليوم 16 أكتوبر، وانتهى في شهر رمضان 1429 هـ، الموافق ليوم 1 أكتوبر 2008 بثلاث مواسم إجمالية. تناولت السلسلة موضوع الزبونية والمحسوبية وعدم المسؤولية في القطاعات الإدارية المغربية في صيغة كوميدية ساخرة. وذلك بتصوير يوميات وكالة إدارية وحياة عامليها.